# Kyslík-17
Kyslík-17 (17O) je nejméně běžný ze tří přírodních izotopů kyslíku (přirozený výskyt 0,038 %). Jde o jediný přírodní izotop kyslíku, který má neceločíselný jaderný spin (+5/2), což umožňuje NMR výzkum oxidačních metabolických drah sloučenin obsahujících tento izotop (například H217O vytvořené oxidativní fosforylací z izotopově obohaceného kyslíku v mitochondriích).

## Historie
Kyslík-17 byl produktem první člověkem provedené transmutace prvků:
 14
7 N +  4
2 He2+ →  17
8 O +  1
1 H
Tuto reakci poprvé provedli Ernest Rutherford a Frederick Soddy v roce 1919. V atmosféře byl 17O poprvé zjištěn roku 1929 v absorpčním spektru.